# Jonathan Raban
Pour les articles homonymes, voir Raban.
Jonathan Raban (né le 14 juin 1942 à Hempton (Norfolk, Angleterre) et mort le 17 janvier 2023 à Seattle (Washington)) est un écrivain britannique de livres de voyages et de romans.

## Biographie
Jonathan Raban est le fils d'un prêtre anglican, et d'une écrivaine d'histoires d'amour dans une revue pour femmes[réf. nécessaire].
À 16 ans, il quitte le King's School, Worcester pour travailler au journal local comme copieur, période difficile pour lui. Ensuite il entre à la Peter Symonds School, Winchester et au Brockenhurst Grammar School. De 1960 à 1965, il étudie la littérature anglaise à l'université de Hull. Il travaille un instant au Salisbury Repertory Company mais retourne très vite à Hull pour préparer sa licence. Dans cette période il gagne sa vie en tant que chauffeur de taxi.
De 1965 à 1967, il enseigne la littérature anglaise et américaine à l'université d'Aberystwyth et de 1967 à 1969 à l'université d'East Anglia, à Norwich. En 1969 il part pour Londres où il vit de sa plume. Il s'y fait des amis écrivains et il fait les voyages qu'il décrit ensuite dans ses livres. En 1988 il quitte Londres et après deux années de vie errante aux États-Unis, il s'installe en 1990 à Seattle où il habite toujours.
Jonathan Raban est marié trois fois et divorcé trois fois. Il a une fille.

## Publications
- The Technique of Modern Fiction (1968)
- Mark Twain: Huckleberry Finn (1968)
- The Society of the Poem (1971)
- Soft City (en) (1974),  (ISBN 0-525-20661-2)
- Arabia Through the Looking Glass (en) (1979),  (ISBN 0-00-654022-8)
- Old Glory: An American Voyage (en) (1981),  (ISBN 0-671-25061-2)
- Foreign Land (novel) (en) (1985),  (ISBN 0-670-80767-2)
- Coasting (en) (1987),  (ISBN 0-671-45480-3)
- For Love & Money: A Writing Life, 1968-1987 (en) (1989),  (ISBN 0-06-016166-3)
- God, Man and Mrs Thatcher (1989),  (ISBN 0-06-016166-3)
- Hunting Mister Heartbreak: A Discovery of America (en) (1991),  (ISBN 0-06-018209-1)
- The Oxford Book of the Sea (1992),  (ISBN 0-19-214197-X)
- Bad Land: An American Romance (en) (1996),  (ISBN 0-679-44254-5)
- Passage to Juneau: A Sea and Its Meanings (en) (travel writing; 1999),  (ISBN 0-679-44262-6)
- Waxwings (en) (2003),  (ISBN 0-375-41008-2)
- My Holy War: Dispatches From the Home Front (2006),  (ISBN 1-59017-175-6)
- Surveillance (en) (2006),  (ISBN 978-0-375-42244-7)

## Récompenses
- Heinemann Award (en), 1982
- Thomas Cook Travel Book Award (en), 1981 et 1991
- National Book Critics Circle Award, 1996
- Journal The Stranger', "Genius Awards", 2006[2]